# Psychopsis
Psychopsis, gọi tắt Psychp là một chi lan trong họ Orchidaceae. Chi này được tìm thấy ở Nam Mỹ, Trung Mỹ và Trinidad.
Các loài được chấp nhận từ tháng 6 năm 2014:
1. Psychopsis krameriana (Rchb.f.) H.G.Jones - Costa Rica, Panama, Colombia, Ecuador, Suriname
2. Psychopsis limminghei (E.Morren ex Lindl.) M.W.Chase - Brazil, Venezuela
3. Psychopsis papilio (Lindl.) H.G.Jones - Panama, Trinidad, Colombia, Venezuela, Suriname, French Guiana, Brazil
4. Psychopsis sanderae (Rolfe) Lückel & Braem - Peru, Brazil
5. Psychopsis versteegiana (Pulle) Lückel & Braem - Suriname, Ecuador

## Hình ảnh

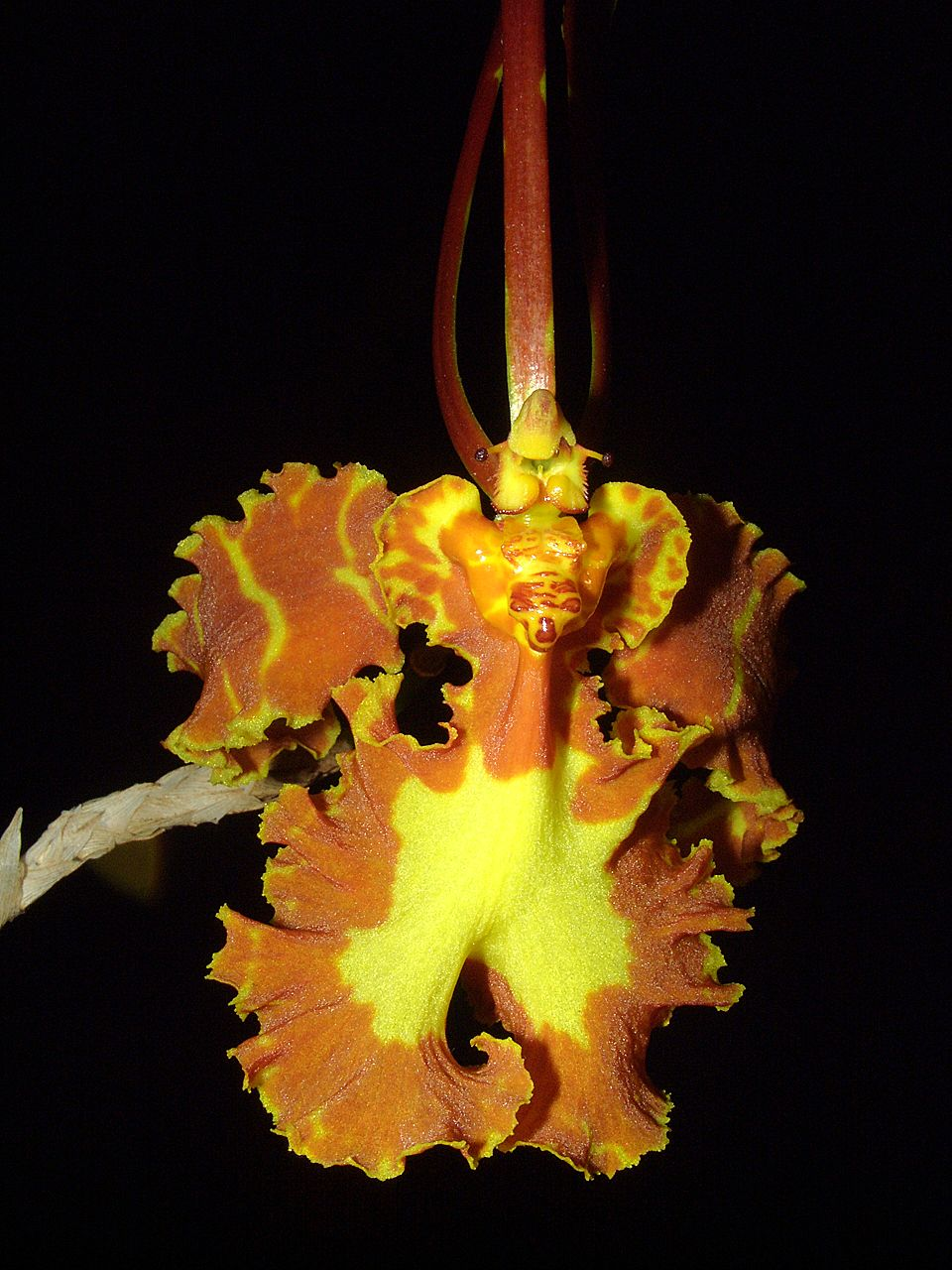
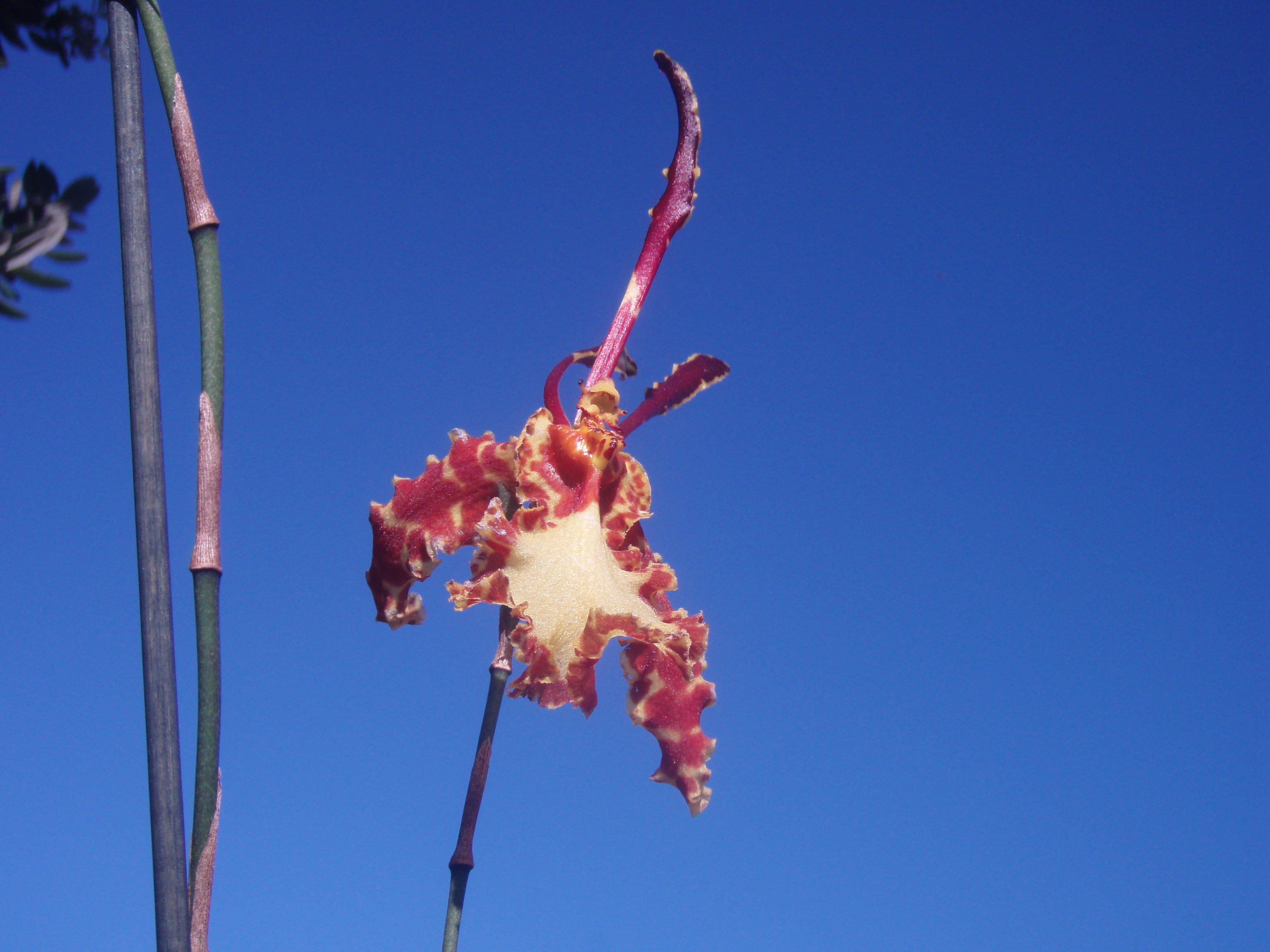
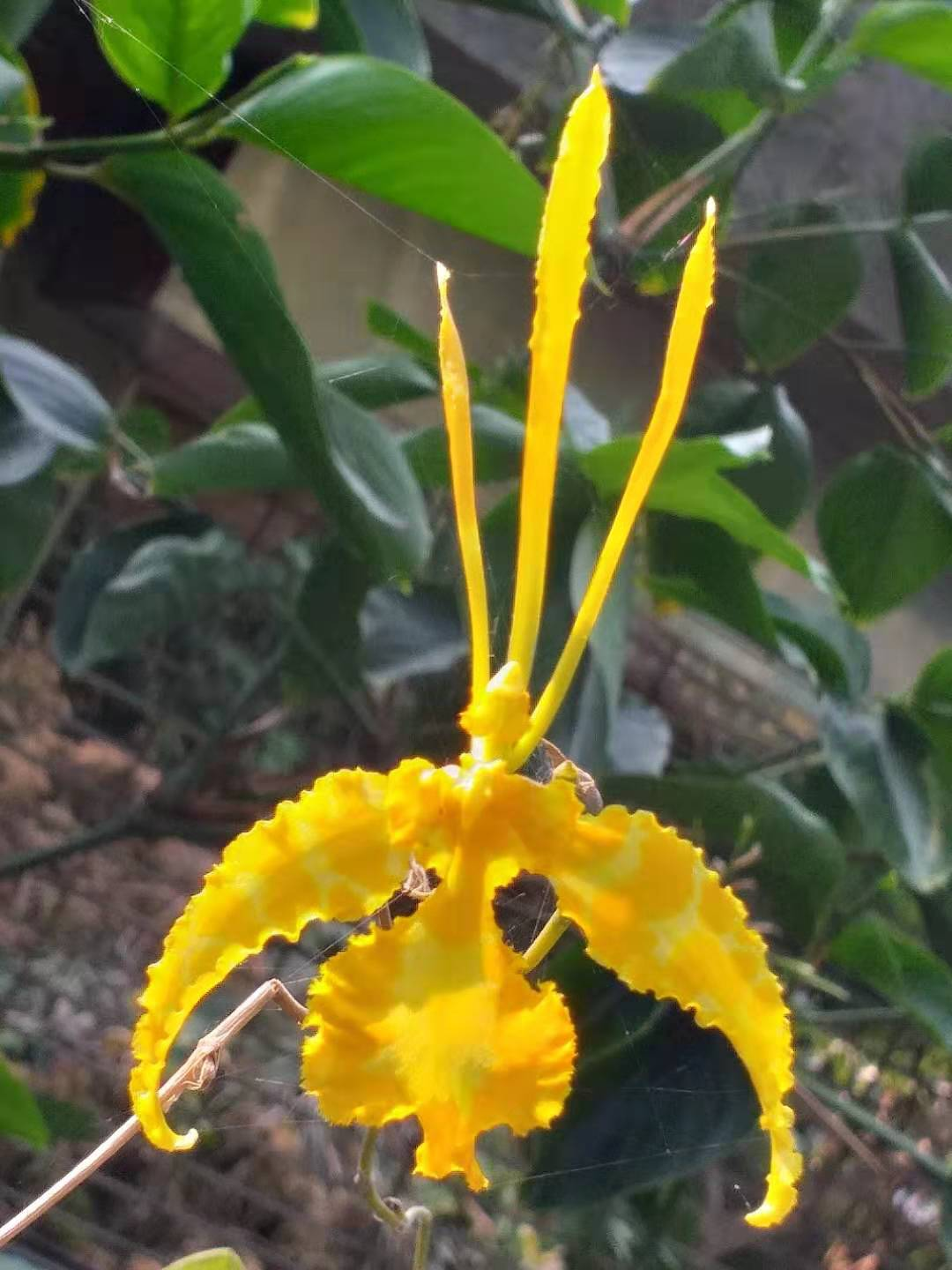